# Таран будинку літаком Ан-2 у Ворошиловграді
Таран будинку літаком Ан-2 — авіаційна катастрофа, що сталася в понеділок 27 березня 1972 року в місті Ворошиловград в результаті угону та навмисного зіткнення літака Ан-2 компанії Аерофлот з чотириповерховим житловим будинком.

## Хронологія подій
Екіпаж з 99-го (Ворошиловградського) льотного загону повинен був виконувати поштово-пасажирський рейс № 1633 за маршрутом Ворошиловград — Сєвєродонецьк — Сватове. Екіпаж вже пройшов передпольотний медичний огляд, обстеження, штурманську і метеорологічну підготовки, коли дізнався, що рейс скасували, через те, що посадочний майданчик Сватове був непридатним.
Тоді командир повітряного судна Тимофій Якович Шовкунов сказав другому пілотові, що йде снідати, але замість цього попрямував на стоянку літаків, де у чергового по стоянці взяв ключі від літака, на якому стояв у наряді. Однак після цього Т. Шовкунов пішов зовсім до іншого літака — борту 42621 (заводський — 1G40-22, випущений 18 листопада 1963 року, напрацювання — 9044 години і 9242 посадки). Прийнявши його у авіатехніка, пілот випробував двигун, після чого без другого пілота і не виходячи на зв'язок з диспетчером о 08:03 вирулив на старт і злетів з аеродрому.
Виконавши розворот, Шовкунов рушив до міста в сторону 27-го кварталу. Після маневру на малій висоті, він направив авіалайнер на власну квартиру № 42 на третьому поверсі чотириповерхового цегляного будинку № 10. О 8:15 літак врізався у верхнє перекриття квартири № 46, розташованої на четвертому поверсі над квартирою № 42.
Пробивши верхнє перекриття, двигун відокремився і разом з уламками перекриття впав на підлогу квартири. Залишки крил разом з шасі при цьому застрягли на балконі квартири № 46, а хвостове оперення і пілотська кабіна влетіли на горище, спричинивши пожежу. Літак повністю зруйнувався і частково згорів. У самому будинку дах над квартирами № 45, 46 і 47 зруйнувалася, а в квартирі № 42 (де жив Шовкунов) прогнулася і на 5 сантиметрів просіла стельова плита, при цьому утворилася тріщина, через яку квартиру залило водою в результаті гасіння пожежі.
Сам Тимофій Шовкунов загинув при ударі. В будинку ніхто не постраждав. При аналізі крові пілота судово-медична експертиза алкоголю в ній не виявила.

## Розслідування
Тимофій Якович Шовкунов 1958 року закінчив льотне училище, після чого за наказом про скорочення чисельного складу Збройних сил був демобілізований з Радянської армії. Далі він влаштувався працювати на шахті. Приблизно 1959 року він одружився, а 1960 року у них з дружиною з'явився син. 1967 року Шовкунов почав працювати льотчиком у Ворошиловградському авіазагоні Українського управління цивільної авіації. На роботі його характеризували позитивно, було ряд заохочень і при цьому не було стягнень. У той же час колеги відзначали замкнутість Шовкунова та відсутність у нього друзів.
Але в самій родині протягом усіх 13 років спільного життя подружжя часто сварилося між собою, причому нерідко доходило до бійок. Остання сварка сталася якраз напередодні події, і ту ніч Шовкунов провів у квартирі один.
Сама дружина відзначала, що Шовкунов не раз висловлював їй свою думку про вчинення самогубства з використанням літака. Але оскільки керівництво авіазагону погано знало моральні якості підлеглих, то в робочому колективі про це нічого не знали.
|  | Причиною НП стало самогубство КВС Шовкунова Т. Я. внаслідок психопатичної реакції на ґрунті сімейних негараздів |

## Наслідки
Керівництво авіазагону, коли з'ясувалися причини НП, було суворо покарано за відсутність належного контролю за пілотами і за їх моральним станом. Адже Т. Шовкунов до фатального рішення йшов не сам, а поруч не виявилося нікого, хто б його зупинив.
Як було прийнято в СРСР, про причини катастрофи в пресі повідомлення були вкрай скупі, тому реальну інформацію замінювали чутки.